# Carolina Routier

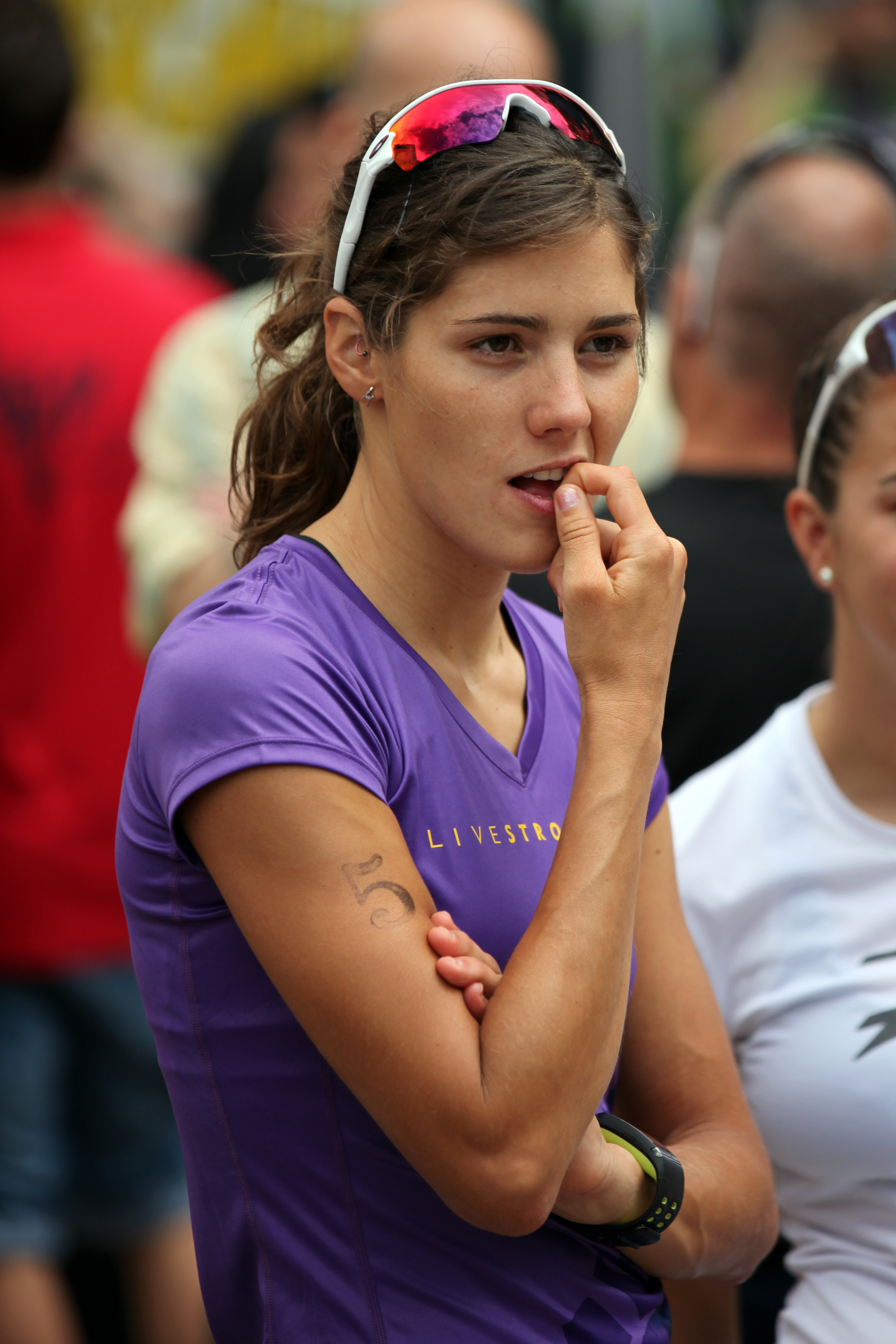
Carolina Routier después de la Copa de Europa de Esprint en Cremona (2012).

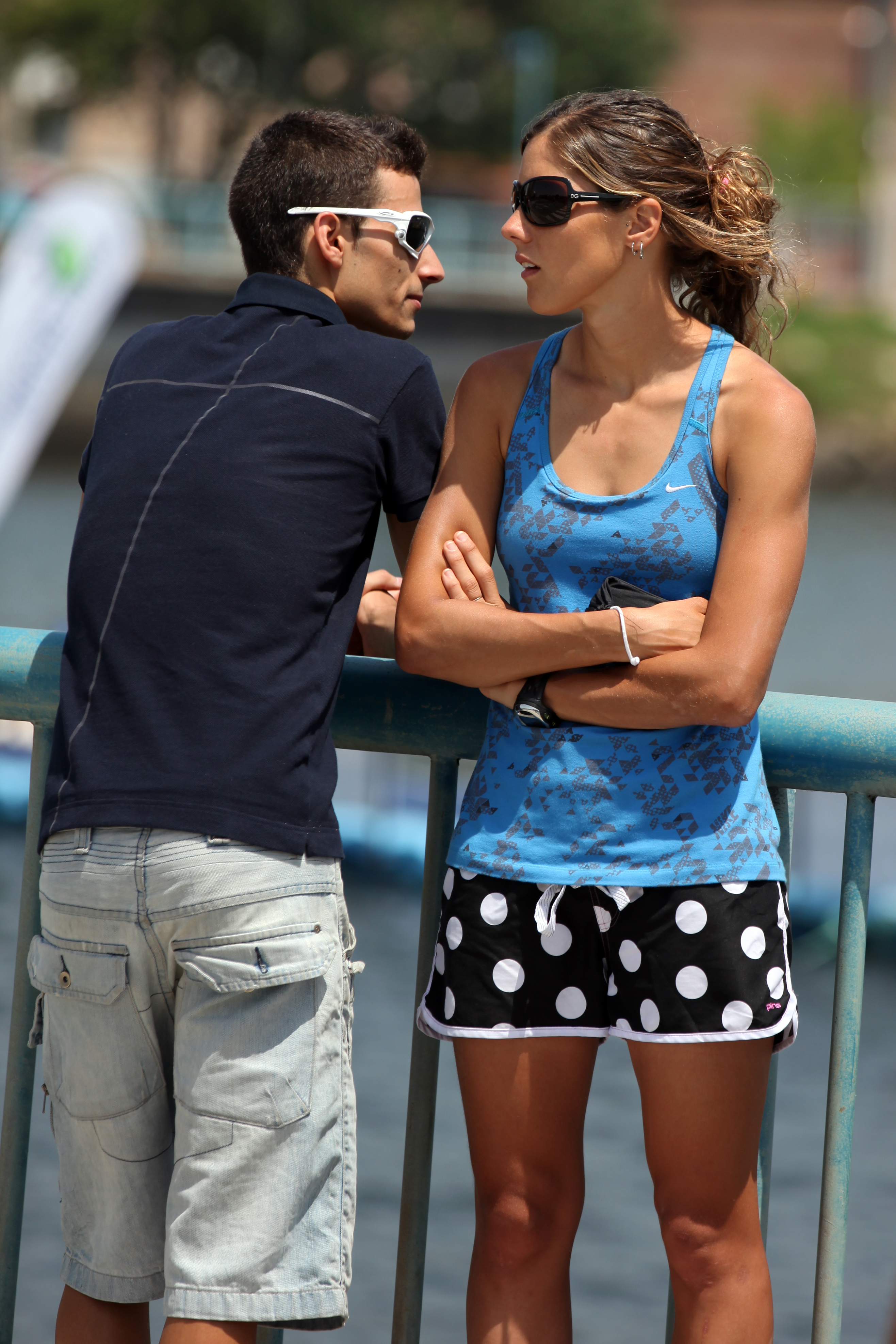
Carolina Routier y Mario Mola en Pontevedra (2011).

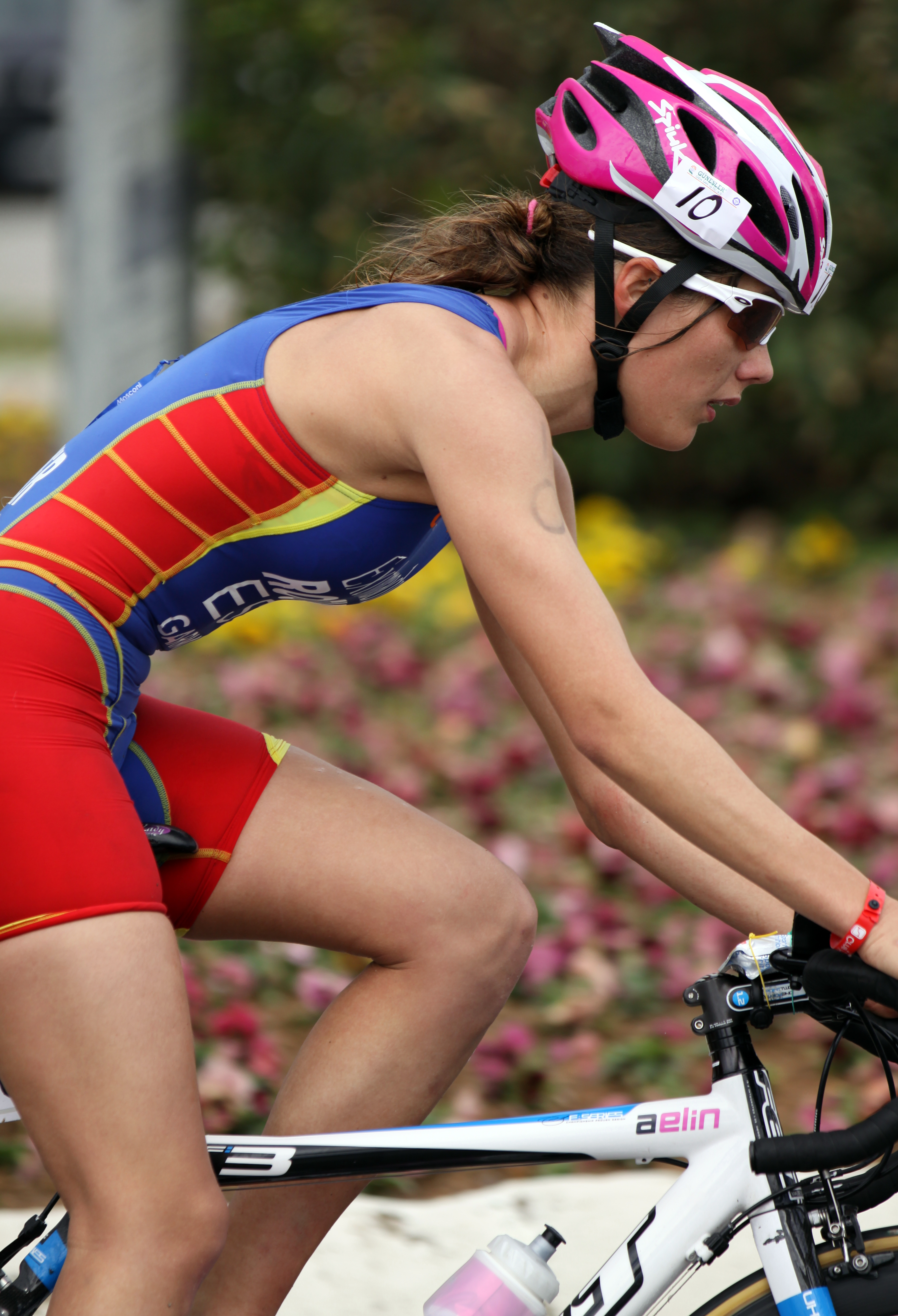
Carolina Routier en la Copa de Europa de Triatlón en Antalya (2011).

Carolina Routier Cañigueral (Bañolas, 23 de abril de 1990), también conocida como Caro(l) Routier, es una triatleta española profesional. Ha sido campeona de España sub-23 (distancia olímpica), campeona de Esprint Élite, y campeona de España de acuatlón (sub-23 y Élite)  en 2011. Routier es también miembro de la Selección Española de Salvamento y Socorrismo y en 2008 ganó el Campeonato Europeo Júnior de Salvamento y Socorrismo.
Carolina Routier representa al CN Banyoles, Club Triatló Costa de Barcelona-Maresme, y Triatló Vilanova.
En el Circuito Catalán del año 2009, ganó la medalla de plata.
Routier Estudió Marketing y Relaciones Públicas en la Facultad de Turismo de la Universidad de Gerona, con quién ganó la medalla de plata al Campeonato de España Universitario de Triatlón del año 2010. Más tarde abandonó el Marketing y las Relaciones Públicas para estudiar un grado de Comunicaciones de la Universidad Abierta de Cataluña.
Vive en Madrid en la Residencia Joaquín Blume (Centre Español de Alto Rendimiento en Triatlón).
Está prometida con el triatleta olímpico Mario Mola.

## Competiciones de la Unión Internacional de Triatlón
Los años 2010 y 2011, Routier participó en 14 acontecimientos de la Unión Internacional de Triatlón ITU). En 2012, ganó los Campeonatos Iberoamericanos en Chile y la Copa africana de Esprint en Larache. Las competiciones siguientes son triatlones y pertenecer a la categoría de Élite.
La lista está basada en los rankings oficiales de la ITU y del perfil del atleta en la página de la ITU.
| Fecha               | Competición                                           | Lugar                         | Posición |
| ------------------- | ----------------------------------------------------- | ----------------------------- | -------- |
| 11 de abril de 2010 | Copa de Europa de triatlón de la ITU                  | Quarteira                     | 33       |
| 2010-05-28          | FISU 10è Campeonato Mundial Universitario de Triatlón | Valencia                      | 27       |
| 2010-06-27          | Premium European Cup                                  | Brasschaat                    | 28       |
| 2010-08-15          | Copa de Europa                                        | Geneva                        | 22       |
| 2010-08-28          | Campeonatos europeos (Sub-23)                         | Villa Nueva de Nesga (Oporto) | 16       |
| 2010-09-26          | Pan American Cup and Iberoamerican Championships      | Guatape                       | 10       |
| 2011-02-26          | Pan American Cup and South American Championships     | Salinas                       | 4        |
| 2011-04-03          | Copa de Europa                                        | Antalya                       | 19       |
| 2011-04-09          | Copa de Europa                                        | Quarteira                     | DNF      |
| 2011-05-29          | Premium European Cup                                  | Brasschaat                    | 29       |
| 2011-06-12          | Pan American Cup and Ibero American Championships     | Cartagena                     | DNF      |
| 2011-07-31          | Premium European Cup                                  | Bañolas                       | 11       |
| 2011-08-21          | Copa de Europa                                        | Karlovy Variar (Carlsbad)     | 16       |
| 2011-10-09          | Copa del Mundo                                        | Huatulco                      | 31       |
| 2012-01-22          | Pan American Cup and Iberoamerican Championships      | Viña de Marzo                 | 1        |
| 2012-03-31          | Copa de Europa                                        | Quarteira                     | 25       |
| 2012-04-07          | Sprint Triathlon African Cup                          | Larache                       | 1        |
| 2012-04-20          | Campeonatos europeos (Relleu mixtos)                  | Eilat                         | 5        |
| 2012-04-20          | Campeonatos de Europa                                 | Eilat                         | 25       |
| 2012-05-26          | Series Mundiales de Triatlón                          | Madrid                        | 52       |
| 2012-06-10          | Copa de Europa Esprint Triatlón                       | Cremona                       | 6        |
| 2012-06-17          | Copa del Mundo                                        | Bañolas                       | DNF      |